# Joško Poljak
Joško Poljak, né le 19 février 1978, à Split, en république fédérative socialiste de Yougoslavie, est un ancien joueur de basket-ball croate. Il évolue durant sa carrière au poste de pivot.

## Palmarès
- Coupe de Croatie 1997
- Coupe de Slovénie 2003, 2006